# Анна Мария Бранденбургская
Анна Мария Бранденбургская (нем. Anna Maria von Brandenburg; 3 февраля 1567, Цехлинский дворец — 14 ноября 1618, Воллин) — принцесса Бранденбургская, в замужестве герцогиня Померанская.

## Биография
Анна Мария — дочь бранденбургского курфюрста Иоганна Георга и его второй супруги Сабины Бранденбург-Ансбахской, дочери маркграфа Георга Бранденбург-Ансбахского.
8 января 1581 года в Берлине Анна Мария вышла замуж за герцога Померании Барнима X. Их помолвка состоялась годом раньше. В браке детей не было. После смерти мужа Анна Мария проживала в Воллинском дворце. После её смерти вдовьи владения отошли герцогу Францу Померанскому. Похоронена в церкви Штеттинского замка.